# Průtokoměr
Průtokoměr je zařízení, které měří objemový nebo hmotnostní průtok kapalin a plynů.
Měření průtoku probíhá buď v otevřeném kanále či častěji v uzavřeném potrubí. Měření této veličiny se uplatňuje největší měrou v průmyslové praxi pro sledování toku kapalin a plynů, správné dávkování a vyhodnocování vynaložených energií. Hojně je využíván i v lékařství (např. měření průtoku krve cévami).

## Typy
Podle způsobu měření rozlišujeme několik základních typů:

### Objemové
Jde o metody měření s velmi vysokou třídou přesnosti. Tato kategorie má několik způsobů měření lišící se konstrukcí a metodikou. Objemový průtokoměr je charakterizován rozdělením toku tekutiny na dílčí objemy vytvářené rotujícími mechanickými prvky měřidla.

#### Turbínkové
Umožňuje měřit kapaliny i plyny. Vychází z principu turbíny a Eulerovy rovnice. Proud tekutiny otáčí turbínou úměrně rychlosti proudu. Obrázek

#### Lopatkové
Lopatkový průtokoměr je jednodušší a levnější varianta turbínkového. Turbína je nahrazena lopatkovým kolem.

#### Bubnové
Princip je takový, že měřená látka vtéká do trysky, která je umístěna v měřicím zařízení – bubnu. Ten je složen ze 3 částí. Médium nejprve zaplaví první část, ta je pak svou tíhou nucena pootočit se, naplní se druhá a třetí.

#### S oválnými koly
Měření probíhá pomocí dvou kol s evolventním ozubením. Průtokem média se kola otáčí a látka je unášena podél stěn. Takto je během jedné otočky umožněno přenést čtyři objemy. Na tomto principu fungují např. čítače na benzinových pumpách.
Výhody
- měření kapalin i plynů
- jednoduchá konstrukce
- není nutné elektrické napájení

Nevýhody
- mechanické rotační prvky

### Průřezové

Průřezový průtokoměr se škrticím členem. Symbol 1) značí škrticí člen zvaný Venturiho dýza, 2) diferenční manometr (tlakoměr) a 3) je teploměr.

Tato měřidla využívají principu, jež vyjadřuje Bernoulliho rovnice. Uzavřená trubice je v některém úseku zúžena (při průtoku média tak v tomto místě dochází ke změnám rychlosti proudění a tlaku) škrticím členem. Škrticí element může být např. škrticí clona, dýza, Venturiho dýza...
K průřezovým snímačům se řadí např. rychlostní sonda, Venturiho trubice, Pitotova trubice, kapilára, měřicí koleno.
Výhody
- měření kapalin, plynů a syté vodní páry
- žádné mechanické prvky

Nevýhody
- požadavky na konstrukci (rovný průřez před a za měřicím členem)
- tlaková ztráta

### S proměnným průřezem (rotametry)

Plováčkový průtokoměr (rotametr) se stabilním plovákem

Rotametr je tvořen kuželovitou trubicí (na obrázku značen 2)), rozšiřující se směrem nahoru. Uprostřed je plovák (na obrázku jako 1)). Proud vody naráží do plováku a zvedá jej do výšky úměrné rychlosti proudění – měření průtoku je vyhodnocováno na základě snímání polohy plováku. Laicky je též nazýván jako plováčkový průtokoměr.

### Termoelektrické

Termoelektrický průtokoměr – anemometrický způsob. Část 1 je teploměr měřící teplotu žhaveného tělesa, 2 je samotný žhavený element a 3 je teploměr měřící teplotu okolí.

Je založen na fyzikálním principu, že přenos tepla ze snímače do okolí je funkce rychlosti proudění. Používá se dvou způsobů měření – anemometrického a kalorimetrického. Oba jsou tvořeny žhaveným tělískem a dvěma teploměry (termoanemometr vyhodnocuje ochlazení žhaveného tělíska, kalorimetrický způsob vyhodnocuje zahřátí okolního média).
Základem měřidel jsou PTC a NTC termistory (dříve platinový drát jako žhavené těleso).

#### Termoelektrický anemometr
Žhavené tělísko je zahříváno na konstantní teplotu. Dva teploměry snímají teplotu žhaveného tělíska a okolního média. Proud kapaliny či plynu tělísko ochlazuje. Vyhodnocovací jednotka tak musí žhavené tělísko více zahřívat (dodávat mu více energie – el. proudu) – změny dodávek elektrické energie jsou úměrné rychlosti proudění média. Více viz Externí odkazy.

#### Kalorimetrické měření
Žhavené těleso předává tepelný výkon okolnímu médiu, čímž ho zahřívá. Teploměry snímají teplotu okolního média. Rychlost proudění či rychlost průtoku se pak vyhodnocuje na základě el. příkonu a teplot. Více viz Externí odkazy.
Výhody
- velmi přesné měření průtoků o malých rychlostech proudění
- jednoduchá konstrukce, levné díky polovodičovým součástkám

Nevýhody
- nevhodný pro nečisté kapaliny a plyny
- omezený rozsah teplot měřeného média

### Indukční

Indukční průtokoměr. Symbol 1) znázorňuje elektrody snímající el. napětí, 2) póly magnetu.

Indukční průtokoměry fungují na principu Faradayova zákona elektromagnetické indukce. Tedy rychlost proudění kapaliny, kterou reprezentuje pohyb vodiče, indukuje v homogenním magnetickém poli elektrické napětí.
Výhody
- měření agresivních, silně znečištěných kapalin
- měření není ovlivněno tlakem, teplotou, viskozitou, obsahem pevných částic,...

Nevýhody
- nezbytná minimální rychlost proudění
- nezbytná minimální měrná elektrická vodivost kapaliny

### Ultrazvukové

Ultrazvukový průtokoměr s generátorem G a senzorem S

Ultrazvukových průtokoměrů, tedy takových, generujících signál o frekvenci nad 20 kHz, se s výhodou používá při měření agresivních (kyseliny,...) a výbušných kapalin, neboť se měří bezdotykově.
Měří se čas nutný k tomu, aby se signál z generátoru (na obrázku jako G) dostal k přijímači (na obrázku jako S – senzor) nebo lze využít i Dopplerova efektu (pouze však u kapalin s obsahem pevných částic nebo bublinek – tedy nikoliv destilované vody apod.).
Měření může být ovlivněné teplotou, tlakem atd. což však lze utlumit diferenciálním zapojením. Tedy že na obou stranách je umístěn jak generátor, tak i senzor.
Výhody
- žádné pohyblivé části
- měřidlo nezavádí do trubice žádné překážky
- kapalina může být agresivní, výbušná

Nevýhody
- možné chyby měření v závislosti na teplotě, hustotě, viskozitě, koncentrace částic
- měření na základě Dopplerova jevu podmíněno nehomogenitou částic

### Vírové

Vírový průtokoměr. Popis: Část 1 značí trojúhelníkovou překážku, 2 vytvářené víry a 3 jejich snímač.

Vírové průtokoměry využívají turbulentních vibrací. Ty vznikají při obtékání a narážení proudu kapaliny na překážku umístěnou uvnitř trubice. Dochází tak ke vzniku vírů o různém počtu a frekvencí – tyto parametry závisí na rychlosti proudění, rozměru a tvaru překážky a Strouhalově konstantě.
Snímač vyhodnocuje generované vibrace a to piezoelektrickým senzorem, ultrazvukovým, tlakovým, …

### Coriolisův
Využívá principu změny momentu hybnosti síly v čase od Coriolisovy síly. Více viz kapitola Coriolisův průtokoměr